# 特殊作業服
特殊作業服（とくしゅさぎょうふく）とは、爆発物解体などの特殊な業務に携わる者が着用する服である。
特殊作業服の例としては、放射線防護服や対爆スーツ、ヘルメット潜水における潜水服などがある。
特殊作業服の一覧については、Category:専門服・特殊服が詳しい。